# Cathédrale Notre-Dame-de-l'Immaculée-Conception d'Antibes
Pour les articles homonymes, voir Cathédrale Notre-Dame.
La cathédrale Notre-Dame-de-l'Immaculée-Conception (ou cathédrale Notre-Dame-de-la-Platea) est l'ancienne cathédrale du diocèse d'Antibes et la plus grande église de la ville d'Antibes, dans les Alpes-Maritimes en France. Ses portes, du XVIIIe siècle, sont l'œuvre du sculpteur antibois Joseph Dolle.

## Historique
Antibes fut le siège d’un évêché depuis le Ve siècle jusqu'en 1244, date à laquelle le siège épiscopal fut transféré à Grasse. 
Le premier évêque a été saint Armentaire (ou Hermantaire), moine de l'abbaye de Lérins, nommé par le pape saint Léon le Grand, et est cité au concile de Vaison en 442. Il a construit la première cathédrale qu'il a consacrée à la Vierge Marie. Elle semble avoir subi de nombreux remaniements jusqu'à l'époque carolingienne.
Les fouilles sous la chapelle Saint-Esprit ont permis d'identifier une église paléochrétienne remontant au Ve siècle. D'après la croyance populaire, la cathédrale d'Antibes a été construite sur les fondations d'un temple consacré à Diane et à Minerve. A l'antiquité tardive, la cathédrale est composée d'une église double. 
Une incursion sarrasine est attestée en 1124, toutefois elle ne semble pas avoir entrainé de destructions de la zone cathédrale. L'incursion semblerait avoir entrainé plutôt des dégradations dans la ville. 
La façade fut endommagée dans un bombardement de la ville pendant la guerre de Succession d'Autriche, en 1746, puis restaurée par Louis XV avec des fonds provenant de la cassette royale. La façade a été modifiée au XIXe siècle.
L'ensemble formé de l'église, de la chapelle Saint-Esprit et de la tour Grimaldi est classé au titre des monuments historiques par arrêté du 16 octobre 1945.

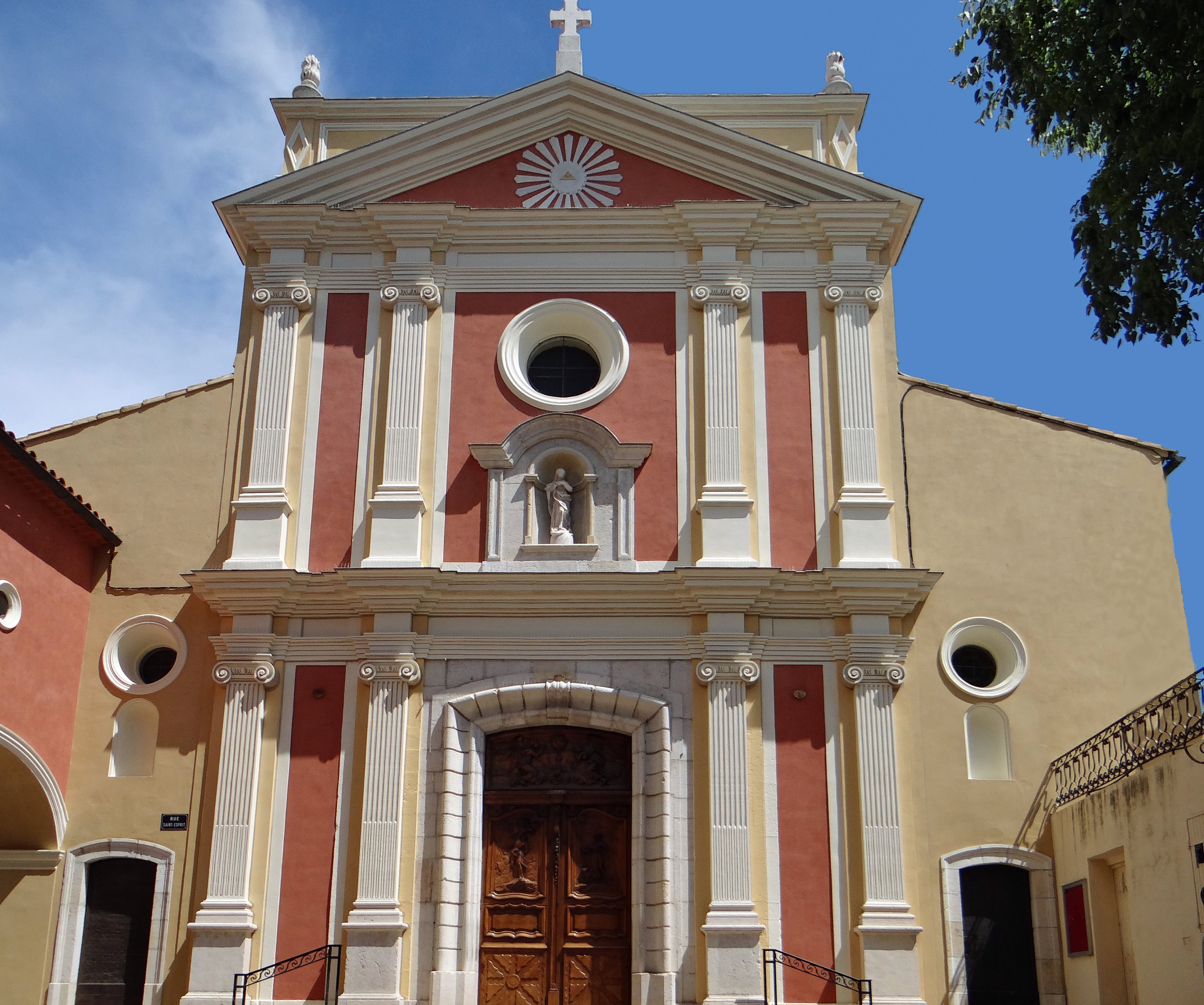
Façade de la cathédrale.
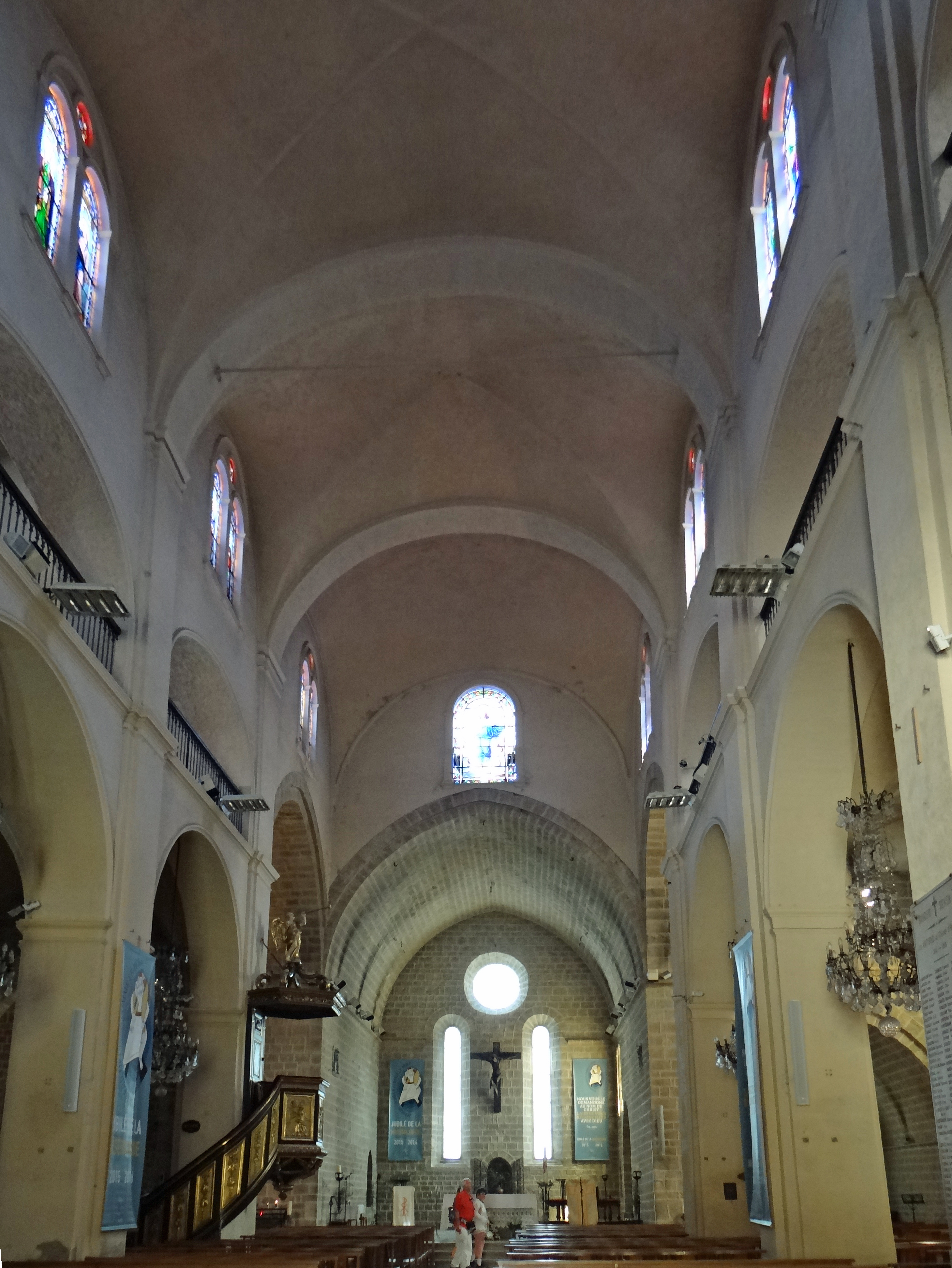
La nef centrale.
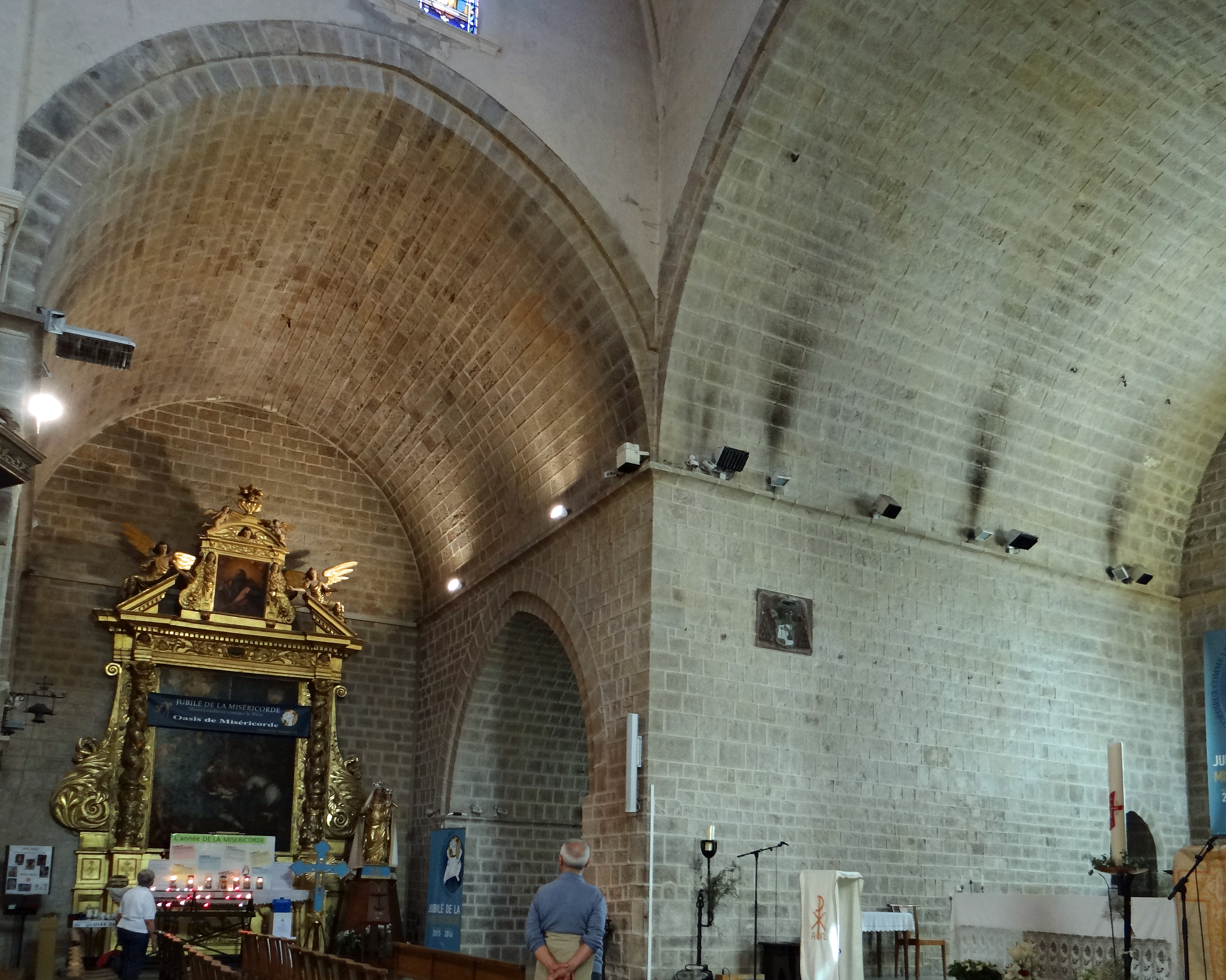
La partie romane : bras gauche du transept et le chœur.

## Mobilier

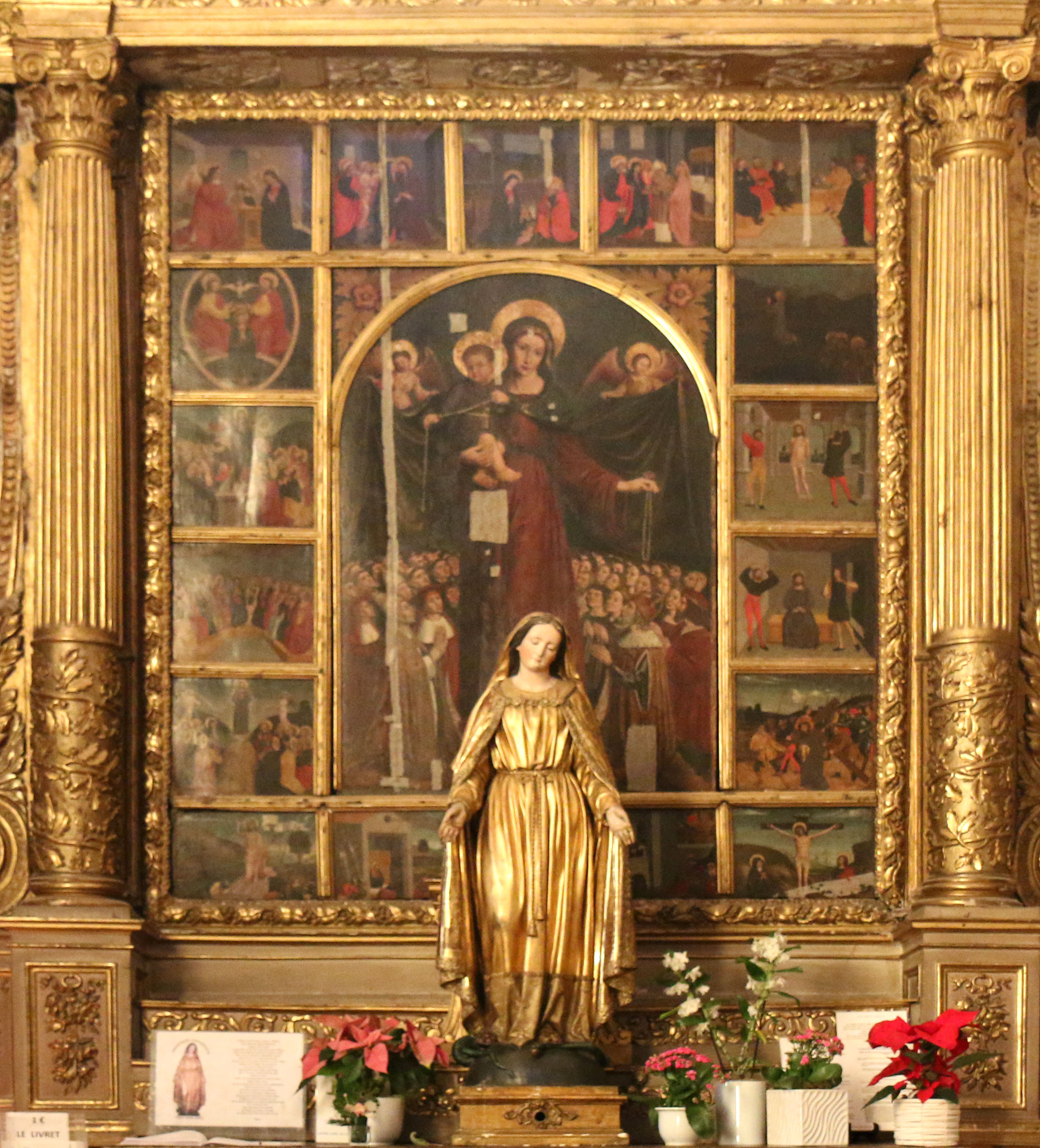
Retable de la Vierge du rosaire.

La porte réalisée en 1710 par Joseph Dolle, un Antibois, comprend des figurines de saint Roch et saint Sébastien, qui sont tous deux les protecteurs d'Antibes. 
À l'intérieur se trouvent le retable Notre-Dame du Rosaire, peint en 1515 par Louis Bréa, une vierge en marbre du XIXe siècle, un bénitier XVIe, un christ en bois de 1447, un gisant en bois du XVIe siècle, des fonts baptismaux de 1772, et un orgue de 1860 du maître Jungh.